# Hypoestes urophora
Hypoestes urophora är en akantusväxtart som beskrevs av Raymond Benoist. Hypoestes urophora ingår i släktet Hypoestes och familjen akantusväxter. Inga underarter finns listade i Catalogue of Life.